# Elitserien i handboll för herrar 2005/2006
Elitserien i handboll för herrar 2005/2006 var den 72:a säsongen av Sveriges högsta division i handboll för herrar. Den spelades mellan den 18 september 2005 och den 19 mars 2006.

## Tabell
Lag 1–8: Till SM-slutspel. Lag 11–12: Till Kvalspel till Elitserien. Lag 13–14: Till Division 1.
| Nr | Lag                | S  | V  | O | F  | GM  | IM  | MS   | P  |
| -- | ------------------ | -- | -- | - | -- | --- | --- | ---- | -- |
| 1  | IK Sävehof (RM)    | 26 | 19 | 3 | 4  | 810 | 673 | +137 | 41 |
| 2  | Hammarby IF        | 26 | 19 | 1 | 6  | 861 | 749 | +112 | 39 |
| 3  | Lugi HF            | 26 | 18 | 1 | 7  | 780 | 678 | +102 | 37 |
| 4  | IFK Skövde         | 26 | 16 | 2 | 8  | 806 | 723 | +83  | 34 |
| 5  | IFK Ystad          | 26 | 17 | 0 | 9  | 735 | 701 | +34  | 34 |
| 6  | LIF Lindesberg (U) | 26 | 14 | 2 | 10 | 840 | 842 | −2   | 30 |
| 7  | HK Drott           | 26 | 11 | 4 | 11 | 701 | 688 | +13  | 26 |
| 8  | Redbergslids IK    | 26 | 11 | 3 | 12 | 706 | 693 | +13  | 25 |
| 9  | H43                | 26 | 11 | 3 | 12 | 793 | 795 | −2   | 25 |
| 10 | IF Guif            | 26 | 12 | 1 | 13 | 701 | 740 | −39  | 25 |
| 11 | Alingsås HK (U)    | 26 | 9  | 2 | 15 | 698 | 764 | −66  | 20 |
| 12 | IK Heim (U)        | 26 | 6  | 4 | 16 | 672 | 725 | −53  | 16 |
| 13 | Önnereds HK (U)    | 26 | 2  | 2 | 22 | 664 | 788 | −124 | 6  |
| 14 | Djurgårdens IF     | 26 | 3  | 0 | 23 | 635 | 843 | −208 | 6  |

## SM-slutspelet 2005/2006

### Kvartsfinaler
Omg. 1
- 23 mars 2006 19:00   Sävehof - LIF Lindesberg 36 - 27
- 24 mars 2006 19:00   Hammarby - Ystad 34 - 30
- 24 mars 2006 19:30   Skövde - Redbergslid 35 - 28
- 25 mars 2006 16:00   Lugi - Drott 25 - 26

Omg. 2
- 27 mars 2006 19:00   LIF Lindesberg - Sävehof 33 - 35
- 27 mars 2006 19:00   Ystad - Hammarby 29 - 27 efter förlängning
- 28 mars 2006 19:00   Drott - Lugi 23 - 21
- 28 mars 2006 19:00   Redbergslid - Skövde 30 - 31

Omg. 3
- 30 mars 2006 19:30   Sävehof - LIF Lindesberg 35 - 26
- 31 mars 2006 19:00   Hammarby - Ystad 34 - 25
- 31 mars 2006 19:00   Lugi - Drott 25 - 15
- 31 mars 2006 19:00   Skövde - Redbergslid 27 - 33

Omg. 4
- 2 april 2006 16:00   Redbergslid - Skövde 26 - 24
- 3 april 2006 19:00   Ystad - Hammarby 23 - 29
- 4 april 2006 19:00   Drott - Lugi 23 - 26

Omg. 5
- 6 april 2006 19:10   Lugi - Drott 25 - 22
- 6 april 2006 19:10   Skövde - Redbergslid 32 - 29 efter förlängning

### Semifinaler
Omg. 1 
- 9 april 2006 18:10   Hammarby - Skövde 28 - 29
- 10 april 2006 19:30   Sävehof - Lugi 35 - 32

Omg. 2 
- 19 april 2006 19:10   Lugi - Sävehof 23 - 22
- 20 april 2006 19:10   Skövde - Hammarby 23 - 28

Omg. 3 
- 24 april 2006 19:10   Sävehof - Lugi 32 - 19
- 24 april 2006 19:10   Hammarby - Skövde 30 - 33

Omg. 4 
- 26 april 2006 19:10   Skövde - Hammarby 25 - 26
- 27 april 2006 19:10   Lugi - Sävehof 25 - 31

Omg. 5 
- 1 maj 2006 18:10   Hammarby - Skövde 34 - 29

### Final
- 6 maj 2006 16:00 Sävehof - Hammarby 31 - 34

## Svenska mästare 2005/2006
Hammarby IF blir 2006 svenska mästare för första gången, efter finalseger mot IK Sävehof.
- Tränare: Magnus Grahn och Staffan Olsson

Målvakter
- 1. Michael Jansson (Åström)
- 12. Jan Ekman
- Alexander Åhlström

Utespelare
- 2. Lukas Karlsson, M9
- 3. Tobias Karlsson, V9
- 4. Svend Magnus Pettersen, 9M
- 5. Johan Henricsson, V6
- 6. Michael Apelgren, M9
- 8. Daniel Båverud, V9
- 7. Nicklas Grundsten, M6
- 9. Texas Olsson, H6
- 10. Fredrik Larsson, M9
- 11. Petter Holmberg, H6
- 13. Joel Rasmuson, H9
- 15. Lars Arvidsson, M6
- 18. Olle Johannesson, H6
- 17. Espen Nygård, V6
- 21. Erik Höglund, H6
- Alexander Eriksson
- Kalle Ström

## Skytteligan
- Zoran Roganović, H43 Lund - 26 matcher, 178 mål[1]